# Dietlikon
Dietlikon é uma comuna da Suíça, no Cantão Zurique, com cerca de 6.628 habitantes. Estende-se por uma área de 4,26 km², de densidade populacional de 1.556 hab/km². Confina com as seguintes comunas: Bassersdorf, Dübendorf, Kloten, Wallisellen, Wangen-Brüttisellen.
A língua oficial nesta comuna é o Alemão.